# Tado-taisha

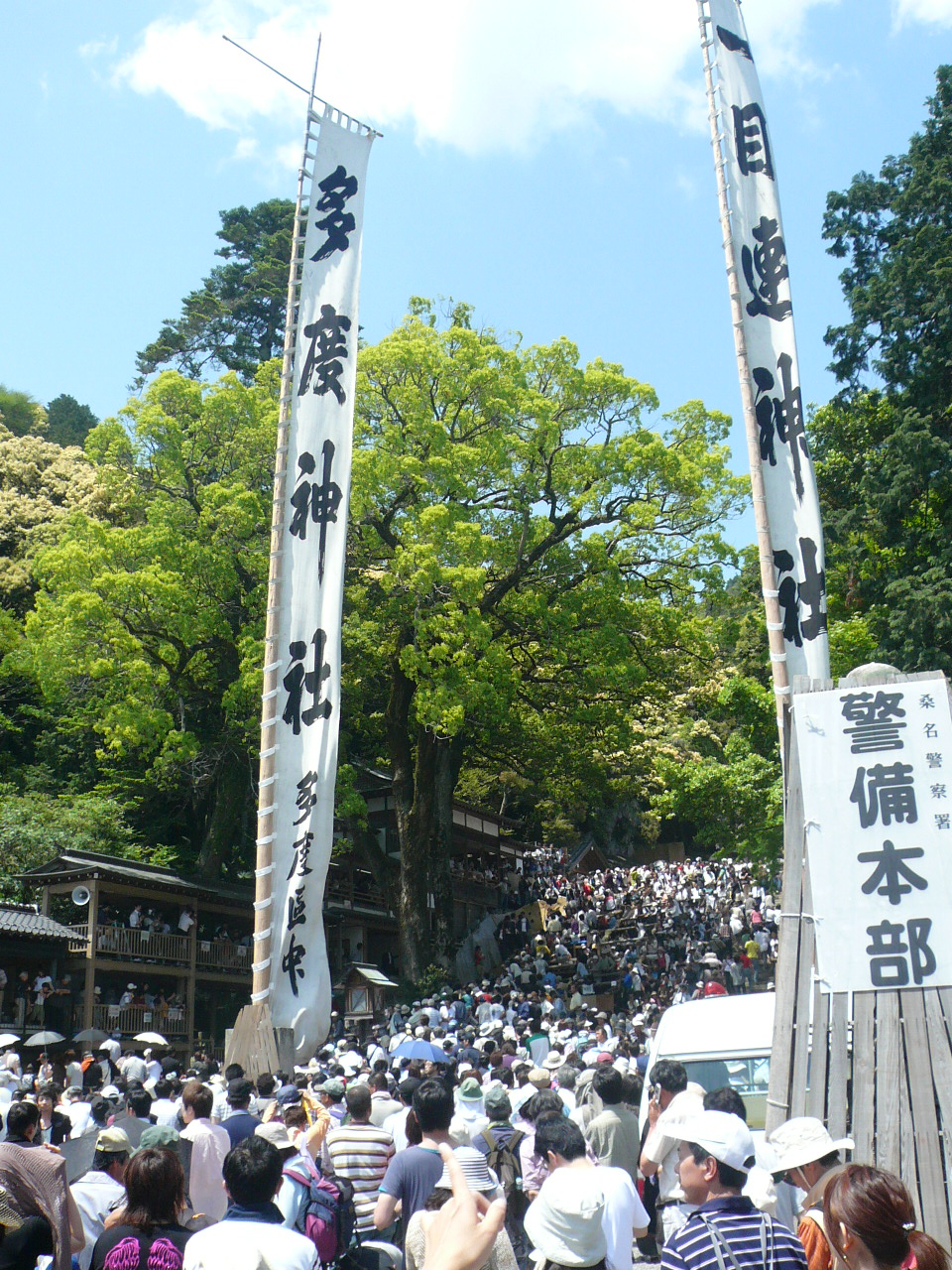
Entrée du Tado-taisha durant le festival Tado.

Le Tado-taisha (多度大社) est un sanctuaire shinto situé dans le bourg de Tado-chō de la ville de Kuwana, préfecture de Mie au Japon. Il est renommé pour son Tado matsuri, un festival qui se tient les 4 et 5 mai chaque année. Le sanctuaire possède cinq biens culturels importants nationaux et deux autres d'importance préfectorale.

## Festivals
- Festival de Tado (4 et 5 mai) : plus important événement du sanctuaire, il met en scène deux jeunes à cheval sur une colline et au-dessus d'un mur.
- Festival chōchin (samedi et dimanche de la fin juillet) : festival de lanternes.
- Festival yabusame (23 novembre) : tournoi de tir à l'arc à cheval.

## Référence
- (en) Cet article est partiellement ou en totalité issu de l’article de Wikipédia en anglais intitulé « Tado Shrine » (voir la liste des auteurs).